# Empire State of Mind (Part II) Broken Down
"Empire State of Mind (Part II) Broken Down" é uma canção da cantora Alicia Keys, para o seu álbum de estúdio The Element of Freedom. É uma canção de resposta, ou uma segunda parte de "Empire State of Mind", que é uma participação de Jay-Z com a cantora, inclusive alcançou a primeira posição na Billboard Hot 100. Será lançado no Reino Unido a 22 de Fevereiro de 2010.
Antes do lançamento oficial de "Empire State of Mind (Part II) Broken Down", alcançou a quinta posição na tabela de downloads digitais do Reino Unido, devido a esta resposta foi oficialmente confirmado o lançamento em formato single no país.

## Promoção
Keys interpretou o refrão da canção no The X Factor a 29 de Novembro de 2009, em conjunto com "Doesn't Mean Anything" e "No One". Também actuou no Saturday Night Live em conjunto com "Try Sleeping with a Broken Heart". Stephen Colbert e Keys também actuaram no The Colbert Report com Colbert a 15 de Dezembro de 2009, onde este adicionou os próprios versos.

## Certificações
| País           | Provedor | Vendas    | Certificação |
| -------------- | -------- | --------- | ------------ |
| Estados Unidos | RIAA     | 1.000,000 | Platina      |